# Max and Maurice
Max and Maurice è un cortometraggio muto del 1912. Non si conosce il nome del regista del film.

## Trama
Guardandoli sembrano due angioletti, ma invece no. Gli scherzi di due monelli, Max e Maurice (Max und Moritz), a spese di chiunque abbiano a tiro: dalla vedova Tibbetts che si vede rubare quattro polli con una canna da pesca, al sarto Buck che fa un tuffo nell'acqua gelida, al maestro Lämpel, al quale esplode la pipa riempita con polvere da sparo, e allo zio Fritz, infastidito da maggiolini mentre dormiva. Però i due ragazzi verranno crudamente puniti; verranno uccisi nella mola dal contadino Mecke e dal molinare Miller, e, ridotti in pezzettini, verranno mangiati da due oche.
Alla fine tutti sono felici della morte dei due ragazzi.

## Produzione
Il film fu prodotto dalla Edison Company.

## Distribuzione
Distribuito dalla General Film Company, il film - un cortometraggio in una bobina - uscì nelle sale cinematografiche degli Stati Uniti il 10 gennaio 1912.
Non è mai stato distribuito in Italia.